# Tetraclipeoides dentigerulus
Tetraclipeoides dentigerulus är en skalbaggsart som beskrevs av Brown 1929. Tetraclipeoides dentigerulus ingår i släktet Tetraclipeoides och familjen Aphodiidae. Inga underarter finns listade i Catalogue of Life.